# 范學恆

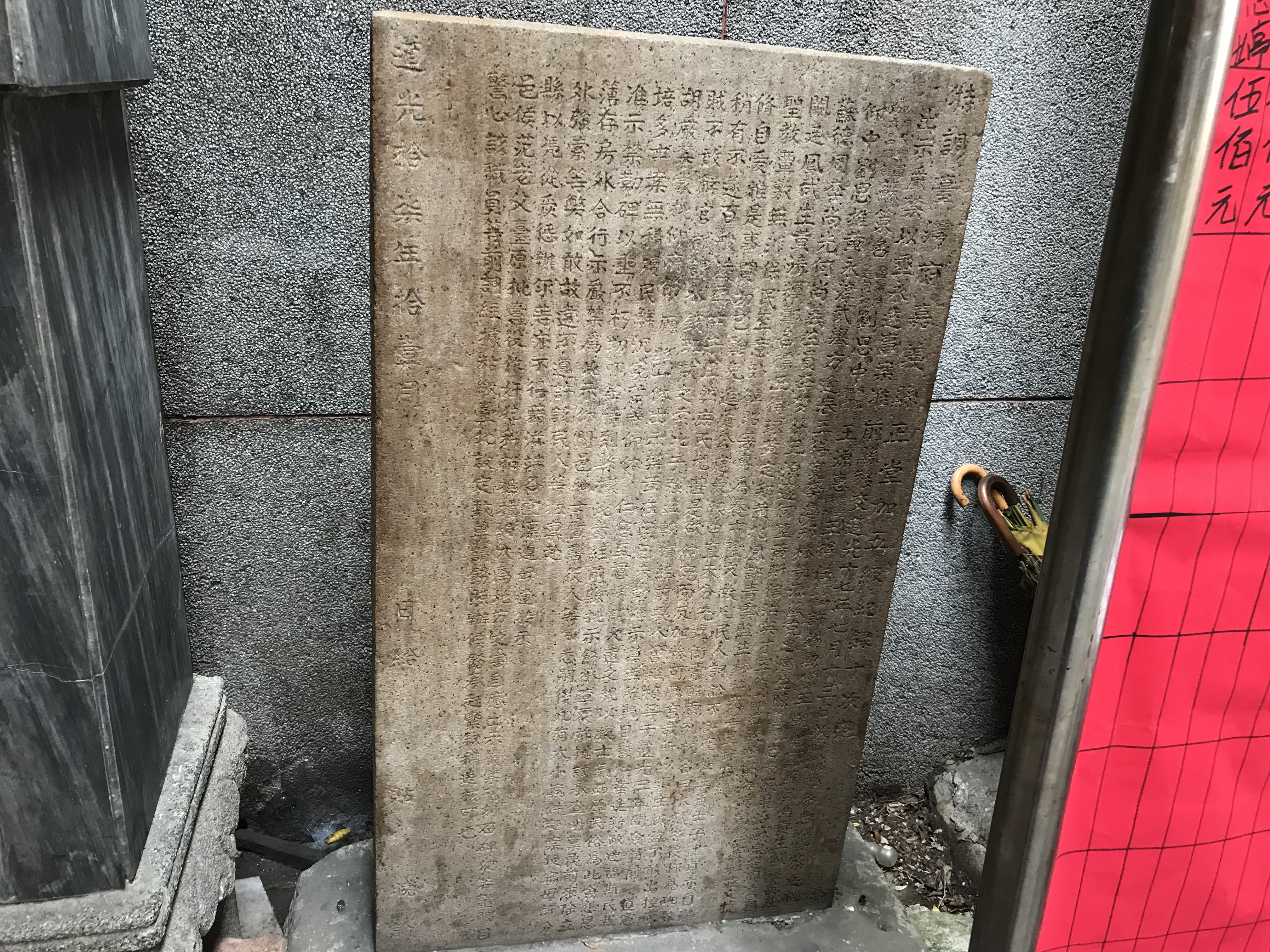
道光十七年（1837年）十一月嘉義縣知縣范學恆所立〈嚴禁衙蠹酷索水錢班數碑〉，鎮南聖神宮藏

范學恒（？—？），字繼修，直隸省大順廣道大名府東明縣（今山東省菏澤市東明縣）人，清代官員。

## 生平
范學恒為附貢生。道光十七年（1837年）任嘉義縣知縣。二十一年（1841年）接替劉繼祖，擔任臺灣府淡水撫民同知。